# NGC 1574
NGC 1574 este o galaxie lenticulară situată în constelația Reticulul. A fost descoperită în 4 decembrie 1834 de către John Herschel. Se află la o distanță de 19,32 megaparseci de Pământ.